# 为家而战
是2019年傳記運動劇情喜劇片，由斯蒂芬·默切特执导、编剧，改编自马克斯·费舍尔2012年纪录片《摔角手：为我的家人而战》，讲述了世界摔角娱乐英国籍职业摔角選手佩吉的职业生涯。演员阵容包括佛蘿倫絲·普伊、琳娜·海蒂、尼克·佛洛斯特、傑克·洛登、文斯·沃恩和狄維·莊遜，强森也担任了制片人。
影片于2019年1月28日在2019年圣丹斯电影节首映，2月14日登陆美国影院。影片获得正面的评价，尤其是普伊和沃恩的表现。影片的票房成绩也不俗，全球票房4150万美元，收回1100万的成本。

## 剧情
2002年，英国诺里奇，12岁的扎克·查德克全神贯注于世界摔角联盟（现WWE世界摔角娱乐）的按次付费电视赛事《擂台之王》。他的妹妹萨拉亚一把夺过遥控器转台看她最喜欢的节目《聖女魔咒》。在父母里奇和甜心萨拉亚的怂恿下，两哥妹摔了起来。里奇给孩子们计划了他们的首场摔角比赛，最初不愿意跟男孩子摔角的萨拉亚按计划赢了比赛。
18岁时，萨拉亚给自己取了擂台名“骑士布列塔妮”（Britani Knight），她和哥哥“扎克·查德克”（Zak Zodiac）一边帮父母训练摔角新人，一边自我提升。里奇和朱莉亚后来遇上了经济困境，他们让世界摔角娱乐的教头哈奇·摩根（Hutch Morgan）签下两哥妹。他同意在O2体育馆的《SmackDown》节目录制前给试训两人，并让萨拉亚换个擂台名，避免和已经用了改名的摔角手混淆。两哥妹收到了巨石強森的邀约，萨拉亚想到了她最爱的《圣女魔咒》角色佩吉·马修斯，给自己取名佩吉。
两人跟其他摔角手一起试训，受到摩根的轻蔑。摩根最后决定签下佩吉，佩吉争取哥哥也被签下，未果。在哥哥的鼓励下，佩吉独自前往美国，扎克继续在英国的独立联盟摔角，兼和父母代理摔角学校，后来遇到了女朋友，生了一个儿子。
来到佛罗里达州的NXT联盟，佩吉很难适应WWE的娱乐风格，主要是缺少跨性别摔角比赛，以及跟她的同行女学员杰莉-林恩（Jeri-Lynn），克尔斯滕（Kirsten）和麦迪逊（Maddison）缺乏经验。此外，佩吉还要应付演说表演，忍受摩根不断的轻蔑。摩根明确告诉扎克，WWE不会跟他签约，使得扎克最终抑郁。之后，佩吉发现父母没有事先询问，就在学校出售自己的周边产品，还安排她趁着圣诞节放假，跟扎克来一场比赛。
在NXT现场秀的擂台首秀上，观众嘲笑佩吉的表现，佩吉怯场，带着泪水离开了擂台。她决定学其他学员染发，仿阳光晒黑，然而这样做直接增加了她跟观众之间的摩擦。一次障碍训练不过关后，佩吉斥骂其他学员讲她的八卦，不过她们实际上说的是克尔斯滕的小道消息，克尔斯滕为了过上更好的生活，离开了她的女儿。
摩根告诉佩吉，他的哥哥如果未来在WWE发展，只会是一个花边角色，签这种合约只会毁掉他的人生，暗示自己也经历过这种生活。他鼓励佩吉辞职，回到家人身边，过上更快乐生活。圣诞节放假时，她回到了家。在跟哥哥比赛前，佩吉向扎克坦露要离开WWE心声。扎克听到佩吉放弃他没能追逐到的梦想，非常生气，于是不按剧本比赛，击败了佩吉，并把佩吉的打算告诉父母，里奇听到后心如死灰。家人们发现扎克喝醉酒，在酒吧里跟别人打架后，佩吉理解摩根之所以不签扎克，其实是在保护他，他需要把中心放在人生中更加重要的东西上，而家人们和接受训练的孩子们都很尊重扎克。扎克斥责佩吉放弃了他们共同的梦想后，佩吉回心转意，回到佛罗里达，改回原本的发色和肤色。
佩吉在训练中非常快地进步，同时也在鼓励其他学员。扎克继续在父母的学校中教导学生。摩根带学员们观摩第三十届摔角狂热大赛，也凭借着这次机遇，佩吉在包厢见到了洛克，知道在摩根的安排下，自己会在第二天迎来《Raw》首秀，对阵WWE女子冠军AJ·李。佩吉在《Raw》的首秀中再度怯场，但AJ·李毫无预警就开始了女子冠军争夺战。家人们看着电视，见证了佩吉赢得比赛夺取冠军头衔，最后非常自然地说出台词“这是‘我的’天地！”（This is MY house!）。
结尾显示佩吉依然是最年轻的女子冠军，是WWE女性革命运动中的早期领导者。而扎克一个视力受损的学员也成了摔角手，他曾拿巨石强森的演员生涯打趣。里奇卖掉了家族产业的股份。片尾字幕出现了这个家庭2012年的纪录片及佩吉首秀的片段。

## 阵容
- 佛蘿倫絲·普伊 饰 萨拉亚·“佩吉”·奈特，扎克的妹妹，帕特里克和朱莉娅的女儿。摔角戏中，该角色由替身泰莎·布兰查德（英语：Tessa Blanchard）扮演。
  - 托莉·埃伦·罗斯（Tori Ellen Ross）饰 少年佩吉
- 琳娜·海蒂 饰 朱莉娅·“甜心萨拉亚”·奈特，佩吉和扎克的母亲，帕特里克的妻子
- 尼克·佛洛斯特 饰 帕特里克·“罗迪·里奇”·奈特，佩吉和扎克的父亲，朱莉娅的丈夫
- 傑克·洛登 饰 扎克·“查德克”·奈特，佩吉的哥哥，帕特里克和朱莉娅的儿子
- 文斯·沃恩 饰 哈奇·摩根（Hutch Morgan），WWE的教练、招聘官
- 巨石強森 饰 自己
- 詹姆斯·伯罗斯（英语：James Burrows (actor)） 饰 罗伊·奈特，帕特里克的儿子，朱莉娅的继子，扎克和佩吉同父异母的哥哥
- 汉娜·雷（英语：Hannah Rae） 饰 考特妮（Courtney），扎克女朋友，育有儿子卡登（Caden）
- 西娅·特立尼达（英语：Zelina Vega） 饰 AJ·李
- 金·马图拉（英语：Kim Matula） 饰 杰莉-林恩（Jeri-Lynn）
- 阿奎拉·佐尔（Aqueela Zoll）饰 克尔斯滕（Kirsten）
- 埃莉·贡萨尔维斯（Ellie Gonsalves） 饰 麦迪逊（Maddison）
- 斯蒂芬·默切特 饰 休（Hugh），考特妮父亲
- 茱莉亚·戴维斯 饰 达芙妮（Daphne），考特妮母亲

此外，WWE摔角選手大秀哥、席莫斯和米兹也在片中扮演自己，另外一名未列入演职员表的演员扮演了約翰·希南。麥可·柯爾、傑利·勞勒和約翰·萊菲爾德评述了佩吉对阵AJ·李的比赛。其他WWE摔角選手（包括塞纳自己）及真正的奈特家族成员出现在片中的档案画面中。

## 制作
2017年2月7日，《好莱坞报道者》指道恩·强森和斯蒂芬·默切特正在联合世界摔跤娱乐电影制片厂和Film4拍摄一部改编自世界摔角娱乐职业摔角手萨拉娅·“佩吉”·贝维斯生平的电影。默切特担任电影编剧兼导演，强森担任执行制片人并友情客串。消息公布几天后，演出阵容公布，包括佛蘿倫絲·普伊、傑克·洛登、琳娜·海蒂和尼克·佛洛斯特。2月10日，米高梅以1750万美元买下影片的发行权。2月14日，强森表示文斯·沃恩加入剧组，拍摄将于次日启动。擂台戏于2月20日洛杉矶斯台普斯中心的《WWE Raw》结束后拍摄。取景地还包括英国布拉克内尔的哈曼斯沃特地区及海边小镇大雅茅斯等诺里奇多地。
和许多好莱坞支持的传记片一样，影片对佩吉在WWE的经历进行了多个更改，其中NXT时期佩吉篇幅被最小化，没有提到她卫冕NXT女子冠军，此外有多个虚构角色，包括哈奇·摩根。另外，佩吉此前在WWE的试训失败过一次，第二次才成功。强森之前没有见过佩吉或他的家人，直到看了2012年的原版纪录片，这点跟电影中强森在WWE英国比赛的后台见到佩吉和扎克不同。强森本人2011年才回归WWE，之后七年不在WWE，所以佩吉2011年4月签约时，他不在场。

## 发行
影片于1月28日在2019年圣丹斯电影节首映，2月14日登陆洛杉矶和纽约四家影院，22日大规模上映。英国于2月27日上映。

## 反响

### 票房
影片北美票房2300万美元，海外1860万美元，合计4150万美元，收回1100万美元的成本。
有限发行首周末适逢华盛顿生日假期，影片从四家影院获得162,567美元，次周五扩映到2711家影院，获得260万美元收益（含周四夜点映场45万美元），周末上升到800万美元，位列票房榜第四，扩映第二个周末票房470万美元，同期下跌40%，位列第七。

### 专业评价
汇总媒体爛番茄评论227条，新鲜度93%，平均分7.23/10。网站共识写道：“跟它欢庆的运动一样，《为家而战》用强效的混合能量展现老套路，尽力呈现本应让观众欢呼的表演”Metacritic评论38条，平均分68/100，表示“普遍好评”。影院评分观众投票得分为“A-”（评级从A+到F），而PostTrak观众评分达83%，推荐度57%。
RogerEbert.com的尼克·艾伦（Nick Allen）打出3/4星评分，指出：“尽管《为家而战》毫无疑问是在标榜WWE是奇幻工厂，它最出色的地方还是风趣及出奇地大的心胸。”